# Torre della Tartaruga
La Torre della Tartaruga (Tháp Rùa o 塔𪛇 in vietnamita) è un'antica torre situata su di una piccola isola al centro del lago della Spada restituita nel centro della città di Hanoi, capitale del Vietnam.

## Storia
La torre e il lago sono legati ad un'antica leggenda secondo la quale il genio tartaruga emerse un giorno dal lago per riprendersi la spada sacra che aveva prestato al re Lê Thái Tổ mentre questi faceva una crociera sul lago dopo aver respinto, grazie alla spada, gli invasori cinesi Ming nel XV secolo.